# Mount Macdonald
Mount Macdonald är ett berg i Kanada.   Det ligger i provinsen British Columbia, i den centrala delen av landet, 3 100 km väster om huvudstaden Ottawa. Toppen på Mount Macdonald är 2 883 meter över havet, eller 544 meter över den omgivande terrängen. Bredden vid basen är 2,8 km.
Terrängen runt Mount Macdonald är huvudsakligen bergig.Trakten runt Mount Macdonald är nära nog obefolkad, med mindre än två invånare per kvadratkilometer.. 
Trakten runt Mount Macdonald består i huvudsak av gräsmarker.